# Heinz Ulzheimer
Heinz Ulzheimer   (Höchst, 27 de desembre de 1925 - Bad Sooden-Allendorf, 18 de desembre de 2016) fou un atleta alemany, especialista en els curses de mig fons, que va competir durant la dècada de 1950.
El 1952 va prendre part en els Jocs Olímpics d'Estiu de Hèlsinki, on disputà dues proves del programa d'atletisme. En ambdues, els 800 metres, on acabà rere Mal Whitfield i Arthur Wint, i els 4x400 metres, on formà equip amb Günter Steines, Hans Geister i Karl-Friedrich Haas, guanyà la medalla de bronze. En aquesta darrera cursa l'equip alemany va establir un nou rècord d'Europa de la distància.
En el seu palmarès també destaca una medalla de plata en els 4x400 metres del Campionat d'Europa d'atletisme de 1954. Formà equip amb Helmut Dreher, Hans Geister i Karl-Friedrich Haas. Guanyà quatre campionats nacionals dels 800 metres (de 1946 a 1949) i dos campionats del relleu 3x1.000 metres (1947 i 1948). El 1953 guanyà el campionat en pista coberta dels Estats Units de les 1.000 iardes.

## Millors marques
- 400 metres. 47.6" (1954)
- 800 metres. 1' 49.7" (1952)[3]